# Mario Londoño Arcila
Mario Alberto Londoño Arcila (Manizales, siglo XX-Armenia, 29 de abril de 2007) fue un político colombiano miembro del Cambio Radical, quien se desempeñó como miembro del Senado de Colombiano.

## Congresista de Colombia
En las elecciones legislativas de Colombia de 2006, Londoño Arcila fue elegido senador de la república de Colombia con un total de 53.016 votos.

### Iniciativas
El legado legislativo de Mario Londoño Arcila se identificó por su participación en las siguientes iniciativas desde el congreso:

- Asegurar la prestación eficiente y continua de los servicios públicos, los que se prestarán por cada municipio cuando las características técnicas, económicas y las conveniencias generales lo permitan.[3]
- El Departamento del Amazonas tendría una legislación especial en materia ambiental, turística, cultural, administrativa, aduanera, tributaria, fiscal, de comercio y de fomento económico (Retirado).[4]
- Reglamentar el ejercicio del derecho de petición ante organizaciones privadas (Archivado).[5]
- Hacer obligatorio la destinación de recursos para los fondos de solidaridad y redistribución de ingresos de los servicios públicos domiciliarios (Archivado).[6]
- Dictar las disposiciones generales del Habeas Data y regular el manejo de la información contenida en bases de datos personales, en especial la financiera, crediticia, comercial, de servicios y la proveniente de terceros países.[7]
- Reglamentar parcialmente la provisión de la canasta educativa, se crea el subsidio para uniformes escolares de los estudiantes de escasos recursos (Archivado).[8]

## Carrera política
Su trayectoria política se ha identificado por:

### Partidos políticos
A lo largo de su carrera ha representado los siguientes partidos:
| Partido político | Fecha Inicio       | Fecha Fin           |
| Cambio Radical   | 1 de enero de 2006 | 29 de abril de 2007 |

### Cargos públicos
Entre los cargos públicos ocupados por Mario Londoño Arcila, se identifican:
| Cargo público            | Partido político | Fecha Inicio        | Fecha Fin               |
| Senador de la República  | Cambio Radical   | 20 de julio de 2006 | 29 de abril de 2007     |
| Alcalde Armenia, Quindío |                  | 1 de enero de 2001  | 31 de diciembre de 2003 |
| Alcalde Armenia, Quindío |                  | 1 de enero de 1985  | 31 de diciembre de 1986 |